# Treize-Vents
Treize-Vents és un municipi francès situat al departament de Vendée i a la regió de País del Loira. L'any 2007 tenia 1.010 habitants.

## Demografia

### Població
El 2007 la població de fet de Treize-Vents era de 1.010 persones. Hi havia 394 famílies de les quals 80 eren unipersonals (33 homes vivint sols i 47 dones vivint soles), 141 parelles sense fills, 148 parelles amb fills i 25 famílies monoparentals amb fills.
La població ha evolucionat segons el següent gràfic:
Habitants censats

### Habitatges
El 2007 hi havia 435 habitatges, 393 eren l'habitatge principal de la família, 25 eren segones residències i 17 estaven desocupats. 423 eren cases i 10 eren apartaments. Dels 393 habitatges principals, 316 estaven ocupats pels seus propietaris, 75 estaven llogats i ocupats pels llogaters i 3 estaven cedits a títol gratuït; 8 tenien dues cambres, 37 en tenien tres, 82 en tenien quatre i 266 en tenien cinc o més. 329 habitatges disposaven pel capbaix d'una plaça de pàrquing. A 149 habitatges hi havia un automòbil i a 222 n'hi havia dos o més.

### Piràmide de població
La piràmide de població per edats i sexe el 2009 era:
| Homes | Edats   | Dones |
| ----- | ------- | ----- |
| 0     | 95 o +  | 0     |
| 0     | 90 a 94 | 8     |
| 8     | 85 a 89 | 8     |
| 4     | 80 a 84 | 16    |
| 24    | 75 a 79 | 12    |
| 4     | 70 a 74 | 8     |
| 20    | 65 a 69 | 32    |
| 16    | 60 a 64 | 20    |
| 28    | 55 a 59 | 20    |
| 48    | 50 a 54 | 36    |
| 44    | 45 a 49 | 40    |
| 40    | 40 a 44 | 32    |
| 32    | 35 a 39 | 16    |
| 20    | 30 a 34 | 44    |
| 36    | 25 a 29 | 16    |
| 36    | 20 a 24 | 24    |
| 68    | 15 a 19 | 40    |
| 32    | 10 a 14 | 36    |
| 28    | 5 a 9   | 16    |
| 16    | 0 a 4   | 12    |

## Economia
El 2007 la població en edat de treballar era de 657 persones, 511 eren actives i 146 eren inactives. De les 511 persones actives 477 estaven ocupades (264 homes i 213 dones) i 35 estaven aturades (15 homes i 20 dones). De les 146 persones inactives 75 estaven jubilades, 32 estaven estudiant i 39 estaven classificades com a «altres inactius».

### Ingressos
El 2009 a Treize-Vents hi havia 436 unitats fiscals que integraven 1.163,5 persones, la mediana anual d'ingressos fiscals per persona era de 16.477 €.

### Activitats econòmiques
Dels 31 establiments que hi havia el 2007, 2 eren d'empreses alimentàries, 6 d'empreses de fabricació d'altres productes industrials, 4 d'empreses de construcció, 4 d'empreses de comerç i reparació d'automòbils, 2 d'empreses d'hostatgeria i restauració, 2 d'empreses financeres, 1 d'una empresa immobiliària, 6 d'empreses de serveis, 1 d'una entitat de l'administració pública i 3 d'empreses classificades com a «altres activitats de serveis».
Dels 8 establiments de servei als particulars que hi havia el 2009, 1 era una oficina bancària, 1 taller de reparació d'automòbils i de material agrícola, 1 guixaire pintor, 1 lampisteria, 1 empresa de construcció, 1 perruqueria, 1 restaurant i 1 tintoreria.
Dels 2 establiments comercials que hi havia el 2009, 1 era una fleca i 1 una carnisseria.
L'any 2000 a Treize-Vents hi havia 35 explotacions agrícoles que ocupaven un total de 1.770 hectàrees.

## Equipaments sanitaris i escolars
El 2009 hi havia una escola elemental.

## Poblacions més properes
El següent diagrama mostra les poblacions més properes.